# ATC (P)
Jest to część klasyfikacji anatomiczno-terapeutyczno-chemicznej:
- A – Przewód pokarmowy i metabolizm
- B – Krew i układ krwiotwórczy
- C – Układ sercowo-naczyniowy
- D – Dermatologia
- G – Układ moczowo-płciowy i hormony płciowe
- H – Leki hormonalne do stosowania wewnętrznego (bez hormonów płciowych)
- J – Leki stosowane w zakażeniach (przeciwinfekcyjne)
- L – Leki przeciwnowotworowe i immunomodulujące
- M – Układ mięśniowo-szkieletowy
- N – Ośrodkowy układ nerwowy
- P – Leki przeciwpasożytnicze, owadobójcze i repelenty
- R – Układ oddechowy
- S – Narządy wzroku i słuchu
- V – Różne (varia)

Obejmuje ona leki przeciwpasożytnicze, owadobójcze i odstraszające owady:
- P – Leki przeciwpasożytnicze, owadobójcze i repelenty
  - P 01 – Leki przeciwpierwotniakowe
  - P 02 – Leki przeciwrobacze
  - P 03 – Środki przeciw pasożytom zewnętrznym, w tym świerzbowcobójcze, owadobójcze i repelenty

## P 01 –Leki stosowane przeciw pierwotniakom
- P 01 A – Leki stosowane w pełzakowicy i innych chorobach pierwotniakowych
  - P 01 AA – Pochodne hydroksychinoliny
  - P 01 AB – Pochodne nitroimidazolu
  - P 01 AC – Pochodne dichloroacetamidu
  - P 01 AR – Związki arsenu
  - P 01 AX – Inne
- P 01 B – Leki przeciwmalaryczne
  - P 01 BA – Aminochinoliny
  - P 01 BB – Biguanidy
  - P 01 BC – Metanolochinolony
  - P 01 BD – Diaminopirymidyny
  - P 01 BE – Artemizynina i pochodne
  - P 01 BF – Artemizynina i pochodne w połączeniach
  - P 01 BX – Inne
- P 01 C – Leki stosowane w leiszmaniozie i trypanosomozie
  - P 01 CA – Pochodne nitroimidazolu
  - P 01 CB – Związki antymonu
  - P 01 CC – Pochodne nitrofuranu
  - P 01 CD – Związki arsenu
  - P 01 CX – Inne

## P 02 –Leki przeciwrobacze
- P 02 B – Leki przeciw przywrom
  - P 02 BA – Pochodne chinoliny i substancje podobne
  - P 02 BB – Związki fosforanoorganiczne
  - P 02 BX – Inne
- P 02 C – Leki przeciw nicieniom
  - P 02 CA – Pochodne benzimidazolu
  - P 02 CB – Piperazyna i pochodne
  - P 02 CC – Pochodne tetrahydropirymidyny
  - P 02 CE – Pochodne imidazotiazolu
  - P 02 CF – Awermektyny
  - P 02 CX – Inne
- P 02 D – Leki przeciw tasiemcom
  - P 02 DA – Pochodne kwasu salicylowego
  - P 02 DX – Inne

## P 03 –Środki przeciw pasożytom zewnętrznym, w tym świerzbowcobójcze, owadobójcze i repelenty
- P 03 A – Środki przeciw pasożytom zewnętrznym, w tym świerzbowcobójcze
  - P 03 AA – Preparaty zawierające siarkę
  - P 03 AB – Preparaty zawierające chlor
  - P 03 AC – Pyretryny
  - P 03 AX – Inne
- P 03 B –  Środki owadobójcze i odstraszające owady
  - P 03 BA – Pyretryny
  - P 03 BB – Inne